# Witzker See
Der Witzker See ist ein See im Westen des Landes Brandenburg im Landkreis Havelland. Er ist nach der nahe gelegenen Ortschaft Witzke, Gemeinde Seeblick, benannt.

## Beschreibung
Der vollständig in der Gemarkung Witzke liegende Witzker See, ist ein flacher, in Verlandung befindlicher See. Er wird über den Großen Havelländischen Hauptkanal gespeist und entwässert. Ein weiterer Zulauf ist der Große Grenzgraben Witzke. Ursprünglich wurde der See von Rhin gespeist, der im Zuge der Entwässerung des Havelländischen Luchs weiter nördlich zum Gülper See umgeleitet wurde. Lediglich der Abfluss des Großen Havelländischen Hauptkanals aus dem See wird noch Rhin bezeichnet.